# Glyptopetalum gracilipes
Glyptopetalum gracilipes là một loài thực vật có hoa trong họ Dây gối. Loài này được Pierre mô tả khoa học đầu tiên năm 1894.